# ТЕС Пуертояно (Sevillana de Electricidad)
ТЕС Пуертояно (Sevillana de Electricidad) – колишня теплова електростанція в іспанському регіоні Кастілья-Ла-Манча, яка була споруджена компанією Sevillana de Electricidad (в подальшому побувала в руках Endesa, італійської ENEL та німецької E.ON. 
В 1972 році на майданчику станції ввели в дію один конденсаційний енергоблок з паровою турбіною потужністю 221 МВт.  
Як паливо станція споживала місцеве вугілля (можливо відзначити, що лише за кілька сотень метрів від неї знаходився великий кар’єр).
На початку 21 століття розглядали плани спорудження на майданчику станції нових потужностей з використанням енергофективної технології комбінованого парогазового циклу (як це сталось з цілим рядом інших іспанських вугільних електростанцій), проте у підсумку вони не були реалізовані.
У 2013-му електростанцію закрили, а в 2015-му знесли її градирню заввишки 123 метра. В той же час, існує рух проти демонтажу димаря заввишки 120 метрів, який можливо розглядати як об’єкт промислової спадщини.